# (37034) 2000 UC9
2000 يو سي 9 (ويعرف أيضًا باسم (37034) 2000 يو سي 9 وفق تسمية الكوكب الصغير) (بالإنجليزية: 2000 UC9)‏ هو كويكب ضمن حزام الكويكبات؛ وترتيبه 37034 من حيث الاكتشاف.
اكتُشف هذا الجُرم الفلكي بواسطة بحث لنكولن عن الكويكبات القريبة من الأرض في 24 أكتوبر 2000.

## وصلات خارجية
- (37034) 2000 UC9 في قاعدة بيانات مختبر الدفع النفاث لأجرام النظام الشمسي الصغيرة

- الاكتشاف · مخطط المدار ·  العناصر المدارية · المعلمات المادية

- (37034) 2000 UC9 على موقع ويكي سكاي: DSS2, SDSS, GALEX, IRAS, Hydrogen α, X-Ray, Astrophoto, Sky Map, Articles and images